# Adrián López Álvarez
Adrián López Álvarez (Teverga, 8 januari 1988) - alias Adrián - is een Spaans voormalig voetballer en huidig voetbaltrainer die doorgaans als aanvaller speelde. López debuteerde in 2012 in het Spaans voetbalelftal.

## Clubcarrière
López speelde tot 2006 in de jeugdopleiding van Real Oviedo. In de zomer van 2006 werd hij gecontracteerd door Deportivo de La Coruña. Op 29 oktober 2006 debuteerde hij daarvoor in de Primera División. Tegen Getafe CF verving hij in de tweede helft Filipe Luís Kasmirski. Zijn eerste doelpunt maakte López op 31 maart 2007, tegen FC Barcelona. In 2011 vertrok hij na degradatie van Deportivo naar de Segunda División A naar Atlético Madrid. Met deze club won hij in 2012 de UEFA Europa League.
In 2014 vertrok hij naar FC Porto. Die club verhuurde hem in de jaren daarna aan Villarreal en Deportivo de La Coruña, alvorens hij in 2019 definitief terugkeerde naar Spanje en bij Osasuna ging spelen.
Op 34-jarige leeftijd sloot Adrían López zijn carrière in 2023 af bij Málaga, mede door blessureleed.

## Interlandcarrière
In 2007 behoorde Adrián López tot de Spaanse selectie voor het WK Onder-20 in Canada. De aanvaller maakte in de eerste groepswedstrijd tegen Uruguay (2-2) het eerste Spaanse doelpunt. In de laatste groepswedstrijd tegen Jordanië (4-2) maakte Adrián López in de eerste helft een hattrick. In juni 2011 werd hij met Spanje Europees kampioen op het EK onder-21. Met vijf doelpunten was Adrián López de topscorer van het toernooi.
Adrián López debuteerde op 26 mei 2012 in het Spaans nationaal elftal in een oefeninterland tegen Servië (2-0). Hij scoorde in deze wedstrijd het openingsdoelpunt. López nam met het Spaans olympisch voetbalelftal onder leiding van bondscoach Luis Milla deel aan de Olympische Spelen van 2012 in Londen.

## Trainerscarrière
In februari 2024 begon zijn trainersloopbaan. Adrían López werd aangesteld als assistent-trainer van oud-ploeggenoot Iñigo Pérez bij Rayo Vallecano. Ze speelden samen bij Osasuna.

## Erelijst
| Competitie                    |                 |                 |
| Competitie                    | Aantal          | Jaren           |
| Atlético Madrid               | Atlético Madrid | Atlético Madrid |
| ----------------------------- | --------------- | --------------- |
| UEFA Europa League            | 1x              | 2011/12         |
| UEFA Super Cup                | 1x              | 2012            |
| Kampioen Primera División     | 1x              | 2013/14         |
| Copa del Rey                  | 1x              | 2012/13         |
| FC Porto                      |                 |                 |
| Supertaça Cândido de Oliveira | 1x              | 2018            |
| Spanje -21                    |                 |                 |
| Europees kampioen -21         | 1x              | 2011            |

1 Cárdenas ·
2 Rațiu ·
3 Chavarría ·
4 Díaz ·
5 Aridane ·
6 Ciss ·
7 Isi ·
8 Trejo  ·
9 De Tomás ·
10 James ·
11 Nteka ·
12 Guardiola ·
13 Batalla ·
14 Camello ·
15 Gumbau ·
16 Mumin ·
17 U. López ·
18 Á. García ·
19 de Frutos ·
20 Balliu ·
21 Embarba ·
22 Espino ·
23 Valentín ·
24 Lejeune ·
25 Montiel ·
27 Pelayo ·
29 Méndez ·
Coach: Pérez
· Assistent-coach: Adrián
1 De Gea ·
2 Azpilicueta ·
3 Domínguez ·
4 J. Martínez ·
5 I. Martínez ·
6 Alba ·
7 Adrián ·
8 Muniain ·
9 Rodrigo ·
10 Mata ·
11 Koke ·
12 Montoya ·
13 Botía ·
14 Romeu ·
15 Isco ·
16 Tello · 
17 Herrera ·
18 Mariño ·
Coach: Milla